# Frequenz Mord
Frequenz Mord (Originaltitel: Fréquence meurtre) ist ein französischer Thriller von Élisabeth Rappeneau aus dem Jahr 1988. Als literarische Vorlage diente der Roman Die Stimme des Mörders (When the Dark Man Calls, 1983) von Stuart Kaminsky.

## Handlung
Die renommierte Psychologin Jeanne Quester moderiert eine erfolgreiche Radiosendung, in der sie Anrufern Ratschläge für das Leben erteilt. Sie selbst hat ein eigenes Trauma überwinden müssen: Als Kind war sie Zeuge, wie ihre Eltern heimtückisch ermordet wurden. Dieses Erlebnis konnte sie nur durch ihren Beruf und ihr glückliches Privatleben verarbeiten. Doch eines Tages beschwört ein mysteriöser Anrufer diese Erinnerungen wieder herauf und bedroht Jeannes Leben. Zudem wurde erst kürzlich Faber, der mutmaßliche Mörder ihrer Eltern, aus dem Gefängnis entlassen. Als sie merkt, dass sich jemand heimlich Zugang zu ihrer Wohnung verschafft hat, und sie auch um das Leben ihrer Tochter Pauline fürchten muss, wendet sie sich verzweifelt an ihren Bruder Frank, der als Abteilungsleiter der Kriminalpolizei arbeitet. Dieser vertraut die Angelegenheit Inspektor Simon Lieberman an. 
Faber tritt schließlich mit Jeanne in Kontakt, um ihr seine Unschuld zu beteuern. Kurz darauf wird er ermordet, während der mysteriöse Anrufer Jeanne weiterhin belästigt. Zu ihrem Entsetzen wird Pauline wenig später entführt. Als sie sich mit dem Entführer auf eine Geldsumme einigt und am vereinbarten Treffpunkt ankommt, erscheint ihr Bruder Frank, der sich als rachsüchtiger Psychopath und Mörder entpuppt und sich von Jeanne all die Jahre vernachlässigt gefühlt hat. Doch bevor Frank zwei weitere Morde begehen kann, werden Jeanne und Pauline von Inspektor Lieberman gerettet, der Franks Doppelleben auf die Schliche gekommen ist.  

## Hintergrund
Der Film war das Regiedebüt von Elisabeth Rappeneau, der Schwester des französischen Regisseurs Jean-Paul Rappeneau.
Frequenz Mord wurde am 30. März 1988 in Frankreich uraufgeführt. In Deutschland kam der Film am 16. März 1989 in die Kinos. Am 31. August 1990 wurde er auch in den Kinos der DDR gezeigt. Im Jahr 2006 erschien er auf DVD.

## Kritiken
„Mit beträchtlicher Spannung aufgebauter Psychothriller, der ohne oberflächliche Schreckeffekte auskommt“, urteilte das Lexikon des internationalen Films. Elisabeth Rappeneaus Debütfilm weise jedoch eine „zunehmend unglaubwürdige Konstruktion der Story und uneinheitliche Gestaltungsmittel“ auf, weshalb er am Ende „deutlich unter seinen Möglichkeiten [bleibt]“. Für Cinema war Frequenz Mord „[f]inster inszeniert“, aber „arg durchsichtig gestrickt“. Das Fazit lautete: „Toll besetzt, aber nicht gerade glaubwürdig.“ Ähnlich äußerte sich auch Prisma über den Film: „Trotz anfänglicher Spannung wird dieser Thriller leider schon bald zu durchsichtig und vorhersehbar.“

## Deutsche Fassung
Die deutsche Synchronfassung entstand 1989 in München.
| Rolle           | Darsteller         | Synchronsprecher    |
| --------------- | ------------------ | ------------------- |
| Jeanne Quester  | Catherine Deneuve  | Helga Trümper       |
| Frank Quester   | André Dussollier   | Rüdiger Bahr        |
| Simon Lieberman | Martin Lamotte     | Gudo Hoegel         |
| Roger           | Étienne Chicot     | Michael Ande        |
| Ida Faber       | Madeleine Marie    | Annemarie Schradiek |
| Faber           | Philippe Lehembre  | Max Eckard          |
| Marie Quester   | Martine Chevallier | Manuela Renard      |
| Dr. Pastor      | Jean Pélégri       | Alwin Joachim Meyer |